# فهرست نرم‌افزارهای بهینه‌سازی

## نرم‌افزارهای رایگان و با منبع آزاد
- ASCEND : نرم‌افزار مدل‌سازی ریاضی

## نرم‌افزارهای تحت مالکیت شخصی
- AIMMS بایگانی‌شده  در ۲۲ آوریل ۲۰۰۶ توسط Wayback Machine : بهینه‌سازی سیستم‌ها شامل ابزار ساخت واسط گرافیکی کاربر

## نرم‌افزارهای رایگان
- Galahad library : رایگان برای مصارف آموزشی